# Stolberg (Harz)
Ne doit pas être confondu avec Stolberg (Rhénanie).
Stadt Stolberg (Harz) est un quartier de la commune de Südharz, dans l'arrondissement de Mansfeld-Harz-du-Sud en Saxe-Anhalt. Jusqu'à son incorporation en 2010, Stolberg était une ville autonome.
Une station climatique dans les montagnes du Harz, le lieu est connu par les rues de son centre historique, préservé avec des maisons à colombages de style Renaissance, et le château de Stolberg qui domine l'ensemble.

## Histoire

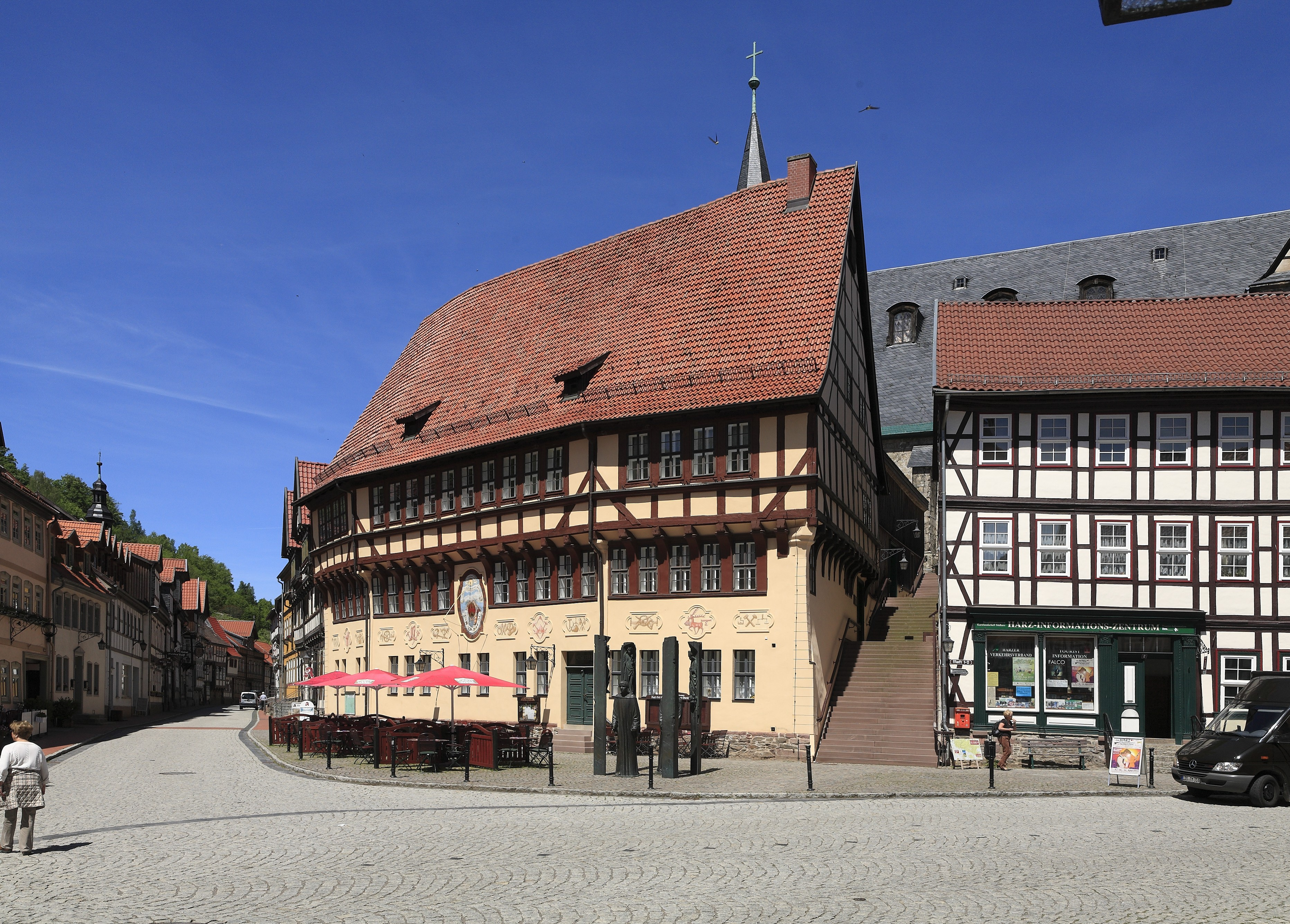
La mairie de Stolberg.

Les activités minières dans la région, que l'on retrouve dans des documents datant de l'an 794, aboutit à la création d'un village minier vers l'an mil. Il devient la résidence des comtes de Stolberg, mentionnés pour la première fois en 1210. Stolberg a reçu les droits de ville au XIIIe siècle. C'était, du temps du Saint-Empire romain, la capitale du comté du même nom.
Pendant la guerre des Paysans en 1525, les insurgents dirigés par Thomas Müntzer, né à Stolberg, poussent le comte Bodon VIII à accepter leurs demandes. Après la révolte est matée, cependant, il a retiré ses concessions. Vers 1730, les domaines des comtes de Stolberg furent médiatisés par l'électorat de Saxe sous le règne d'Auguste le Fort.
À la suite du congrès de Vienne en 1815, la ville fut incorporée dans le district de Mersebourg au sein de la Saxe prussienne. Jusqu'en 2005, elle était le siège d'un consistoire régional de l’Église protestante de la province ecclésiastique de Saxe pour l'église luthérienne du comté médiatisé de Stolberg. Au début du XXe siècle, la ville s'est transformée pour devenir un site touristique.

## Jumelages
- Stolberg (Allemagne)
- Hardegsen (Allemagne)
- Hodonín (Tchéquie)

## Personnalités
- Bodon VIII de Stolberg-Wernigerode (1467-1538), comte de Stolberg, de Wernigerode et de Hohnstein ;
- Thomas Müntzer (1489-1525), prédicateur et un des chefs religieux de la guerre des Paysans ;
- Anne II de Stolberg (1504-1574), princesse-abbesse de l'Quedlinbourg ;
- Julienne de Stolberg (1506-1580), mère de Guillaume d'Orange-Nassau ;
- Henri de Stolberg (1509-1572), comte régnant de Stolberg et de Wernigerode ;
- Johann Gottfried Schnabel (1692-v.1748), écrivain, s'établit à Stolberg en 1724 ;
- Jens Lehmann (né en 1967), coureur cycliste.

## Source
- (de) Cet article est partiellement ou en totalité issu de l’article de Wikipédia en allemand intitulé « Stadt Stolberg (Harz) » (voir la liste des auteurs).